# 争取民主广泛阵线
争取民主广泛阵线（西班牙語：Frente Amplio por la Democracia，缩写为FAD）是巴拿马的一个已不存在的左翼政党。该党最早成立于2013年，2014年解散，2018年重建，2019年再次解散。该党的意识形态是社会主义、原住民主义。该党的领袖是Genaro López和Fernando Cebamanos。该党的总部位于巴拿马城。该党是圣保罗论坛的成员。